# Anna Jagellona
Anna Jagellona (in polacco: Anna Jagiellonka; in lituano: Ona Jogailaitė; Cracovia, 18 ottobre 1523 – Varsavia, 9 settembre 1596) fu regina di Polonia (il titolo regio era al maschile) dal 1575 al 1586.
Era la figlia del re di Polonia Sigismondo I il Vecchio, e la moglie di Stefano I Báthory. Fu eletta, insieme con l'allora fidanzato, Báthory, come co-regnante nella seconda votazione della Confederazione polacco-lituana. Anna fu l'ultimo membro della dinastia Jagellona.

## Infanzia
Anna Jagellona nacque nel 1523 dal re e dalla regina polacchi, Sigismondo I il Vecchio e Bona Sforza. Visse un'infanzia piuttosto intensa. Sapeva ricamare paramenti sacri, fu coinvolta in opere di carità, e compiva seriamente i suoi doveri di principessa. Anna rinunciò al suo pretendente, il re di Svezia Giovanni III, in favore di sua sorella Caterina, rimanendo nubile fino all'età di cinquantadue anni. I trentatré anni trascorsi accanto alla sua volitiva madre le avevano insegnato non solo la calma e la pazienza, ma anche la convinzione che una donna potesse essere un buon sovrano come un uomo.

## Interregnum

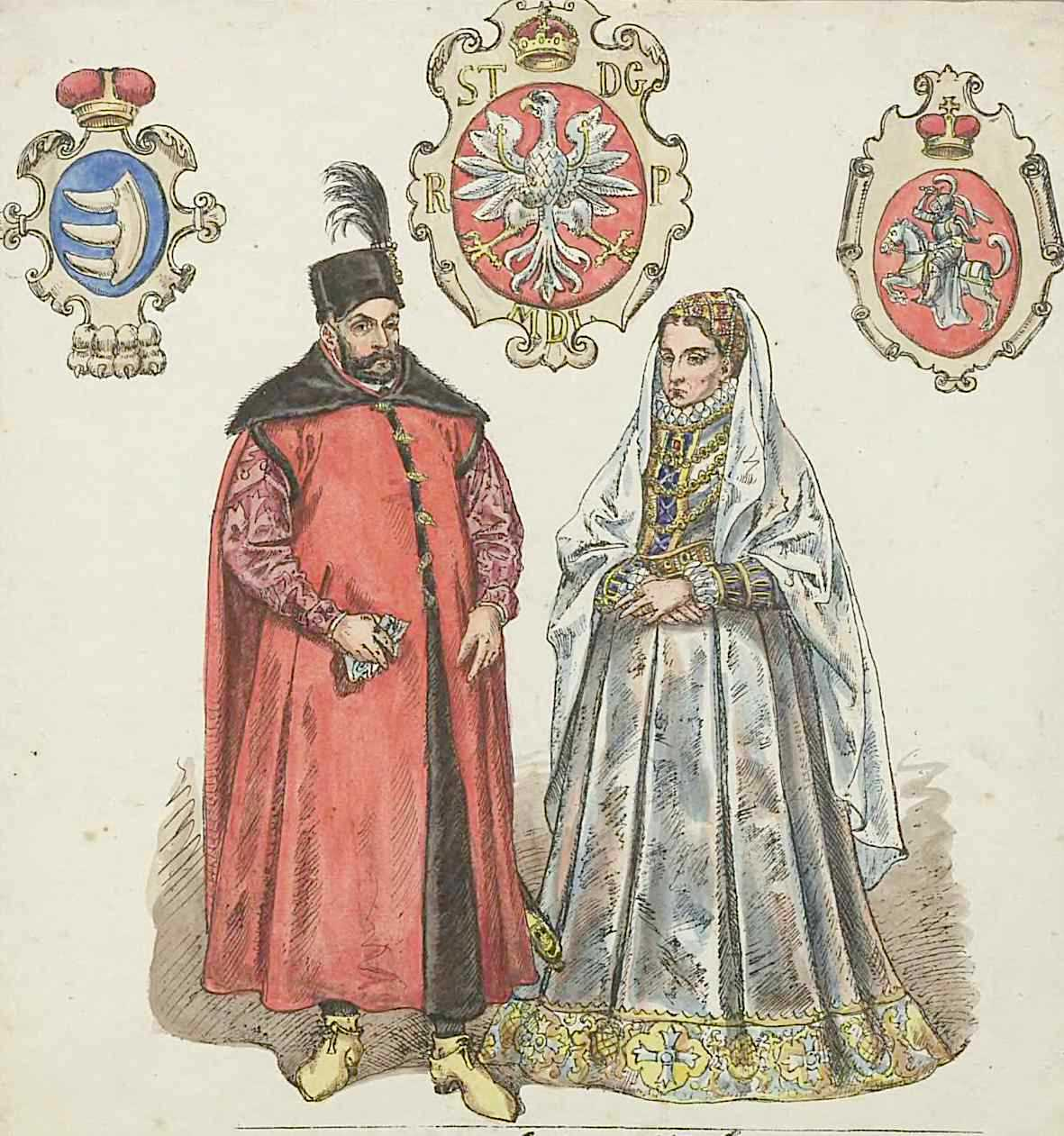
Anna con il marito Stefano

Nel 1572, suo fratello Sigismondo II Augusto morì, lasciando i troni della Confederazione polacco-lituana vacanti. Lo stesso anno, Jean Montluc, vescovo di Valence, propose il principe francese Enrico di Valois, figlio di Caterina de' Medici, agli elettori della confederazione come prossimo re. Montluc promise agli elettori che Enrico avrebbe sposato Anna, "per mantenere la tradizione dinastica". Tuttavia, dopo che Enrico fu eletto come primo sovrano nella Confederazione polacco-lituana, non mantenne la promessa.
Nel giugno 1574, Enrico, morto il fratello Carlo IX, lasciò immediatamente la Polonia per assumere la corona di re di Francia: dal maggio 1575, il Parlamento della Confederazione lo dichiarò decaduto. Durante il secondo interregnum, Anna assunse il titolo, senza precedenti ma politicamente significativo, di infanta, seguendo la consuetudine spagnola e mettendo in evidenza il suo stato dinastico. Ella faceva riferimento a sé stessa come Anna, per la Grazia di Dio, Infanta del Regno di Polonia (in latino: Anna Dei Gratia Infans Regni Poloniae).

## Regno

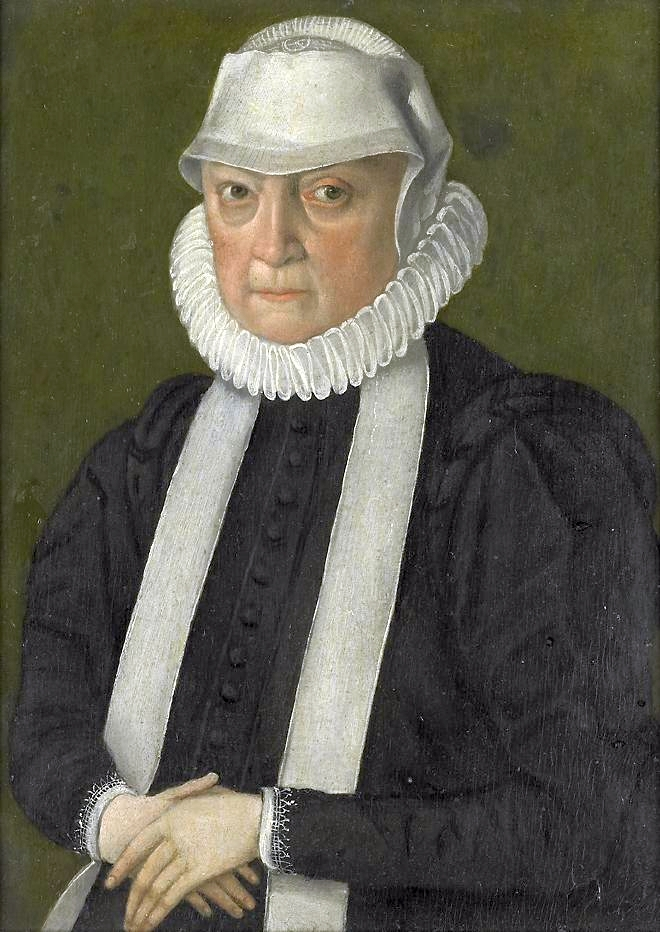
La regina Anna Jagellona

Dall'autunno del 1575 un nuovo candidato fu indicato agli elettori della confederazione, Stefano I Báthory, principe di Transilvania. Stefano aveva accettato alla condizione di sposare Anna Jagellona, cosa che fece. Il 15 dicembre 1575, vicino a Varsavia, Anna, insieme al fidanzato Stefano Báthory, fu eletta co-regnante, come il secondo sovrano nella Confederazione polacco-lituana, col duplice titolo di re di Polonia e granduca di Lituania. L'incoronazione ebbe luogo a Cracovia il 1 maggio 1576.
Con la morte del marito nel 1586, la regina aveva un'ultima carta da giocare per influenzare i troni della Confederazione. Impose agli elettori Sigismondo III Vasa, re di Svezia e unico figlio maschio di sua sorella Caterina. Con l'aiuto di Anna egli ottenne le corone della Confederazione polacco-lituana come terzo sovrano eletto.

## Morte ed eredità

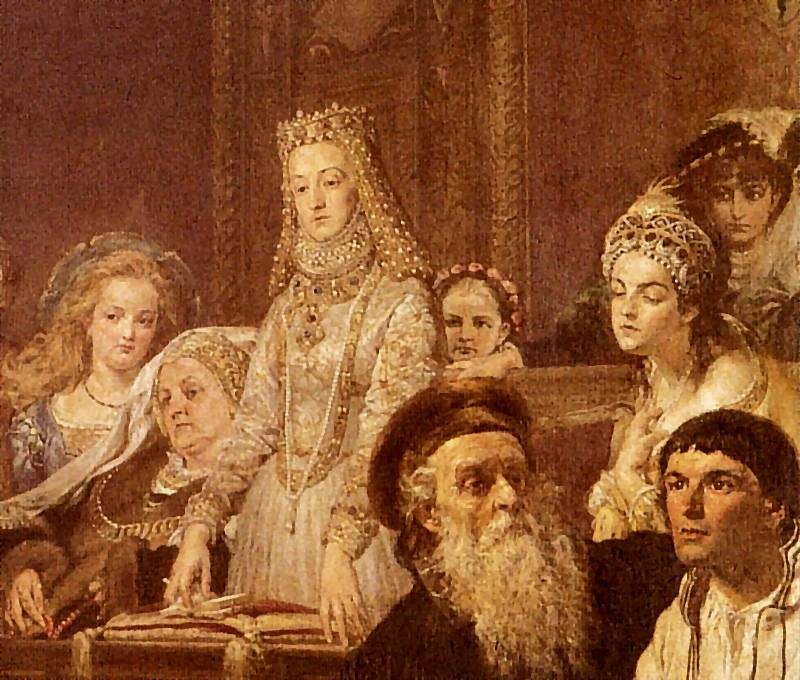
La regina Anna

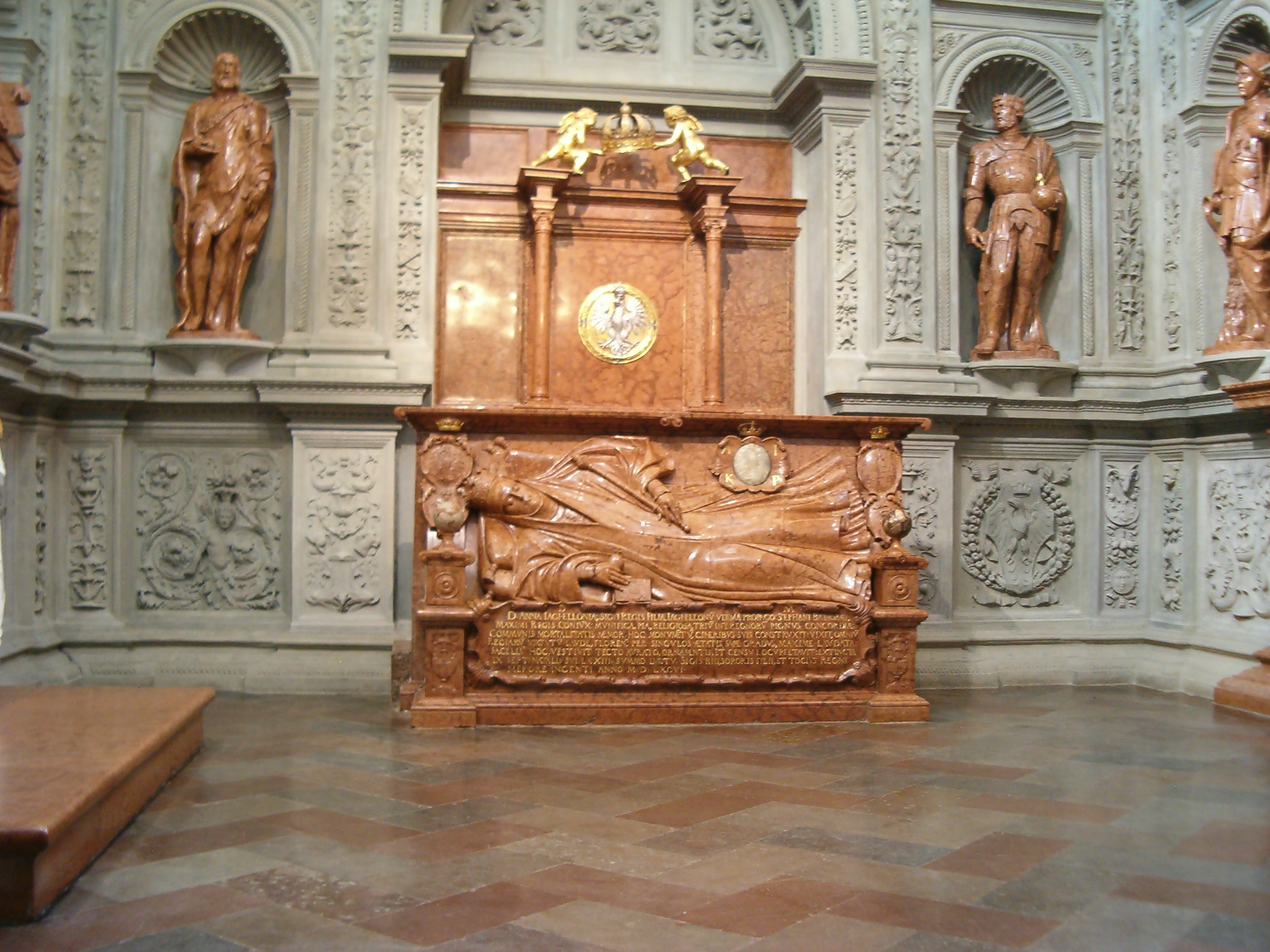
La tomba di Anna Jagellona
(Cattedrale di Wawel, Cracovia)

Anna morì durante il regno di suo nipote Sigismondo, nel suo Paese, dove era nata e vissuta, il 9 settembre 1596 a 73 anni, età assai avanzata in quell'epoca. Fu l'ultimo membro degli Jagelloni.
Varsavia fu la principale residenza di Anna prima di diventare la capitale che ella abbellì finanziando la costruzione di una serie di strutture, molte delle quali esistono ancora oggi. La sovrana, inoltre, fece realizzare alcuni monumenti sepolcrali illustri nella Cattedrale del Wawel, tra cui il mausoleo del fratello re Sigismondo II Augusto e il proprio nella cappella di Sigismondo (entrambi del 1574–1575, Santi Gucci) e del consorte Stefano Báthory nella cappella della Beata Vergine Maria (1586, Santi Gucci), nonché la tomba della madre Bona Sforza nella Basilica di San Nicola a Bari (1593). Nel 1586 (dieci anni dopo che fu dipinto) ordinò che un suo ritratto con l'abito dell'incoronazione fosse collocato nella cappella di Sigismondo.

## Ascendenza
|                        |                       |                           | Genitori                      |  |  | Nonni |  |  | Bisnonni               |  |  | Trisnonni            |  |
|                        |                       |                           |                               |  |  |       |  |  | Ladislao II di Polonia |  |  | Algirdas di Lituania |  |
|                        |                       |                           |                               |  |  |       |  |  | Ladislao II di Polonia |  |  | Algirdas di Lituania |  |
|                        |                       | Uliana di Tver'           |                               |  |  |       |  |  | Ladislao II di Polonia |  |  |                      |  |
| Casimiro IV di Polonia |                       |                           |                               |  |  |       |  |  | Ladislao II di Polonia |  |  |                      |  |
|                        |                       | Sofia Alšėniškė           | Andrea Alšėniškis             |  |  |       |  |  |                        |  |  |                      |  |
|                        |                       | Sofia Alšėniškė           | Andrea Alšėniškis             |  |  |       |  |  |                        |  |  |                      |  |
|                        |                       | Sofia Alšėniškė           | Aleksandra Druckaja           |  |  |       |  |  |                        |  |  |                      |  |
| Sigismondo I Jagellone |                       | Sofia Alšėniškė           |                               |  |  |       |  |  |                        |  |  |                      |  |
|                        |                       | Alberto II d'Asburgo      | Alberto IV d'Asburgo          |  |  |       |  |  |                        |  |  |                      |  |
|                        |                       | Alberto II d'Asburgo      | Alberto IV d'Asburgo          |  |  |       |  |  |                        |  |  |                      |  |
|                        |                       | Alberto II d'Asburgo      | Giovanna di Baviera-Straubing |  |  |       |  |  |                        |  |  |                      |  |
| Elisabetta d'Asburgo   |                       | Alberto II d'Asburgo      |                               |  |  |       |  |  |                        |  |  |                      |  |
|                        |                       | Elisabetta di Lussemburgo | Sigismondo di Lussemburgo     |  |  |       |  |  |                        |  |  |                      |  |
|                        |                       | Elisabetta di Lussemburgo | Sigismondo di Lussemburgo     |  |  |       |  |  |                        |  |  |                      |  |
|                        |                       | Elisabetta di Lussemburgo | Barbara di Cilli              |  |  |       |  |  |                        |  |  |                      |  |
| Anna Jagellona         |                       | Elisabetta di Lussemburgo |                               |  |  |       |  |  |                        |  |  |                      |  |
|                        | Galeazzo Maria Sforza | Francesco Sforza          |                               |  |  |       |  |  |                        |  |  |                      |  |
|                        | Galeazzo Maria Sforza | Francesco Sforza          |                               |  |  |       |  |  |                        |  |  |                      |  |
|                        | Galeazzo Maria Sforza | Bianca Maria Visconti     |                               |  |  |       |  |  |                        |  |  |                      |  |
| Gian Galeazzo Sforza   | Galeazzo Maria Sforza |                           |                               |  |  |       |  |  |                        |  |  |                      |  |
|                        |                       | Bona di Savoia            | Ludovico di Savoia            |  |  |       |  |  |                        |  |  |                      |  |
|                        |                       | Bona di Savoia            | Ludovico di Savoia            |  |  |       |  |  |                        |  |  |                      |  |
|                        |                       | Bona di Savoia            | Anna di Cipro                 |  |  |       |  |  |                        |  |  |                      |  |
| Bona Sforza            |                       | Bona di Savoia            |                               |  |  |       |  |  |                        |  |  |                      |  |
|                        |                       | Alfonso II di Napoli      | Ferdinando I di Napoli        |  |  |       |  |  |                        |  |  |                      |  |
|                        |                       | Alfonso II di Napoli      | Ferdinando I di Napoli        |  |  |       |  |  |                        |  |  |                      |  |
|                        |                       | Alfonso II di Napoli      | Isabella di Taranto           |  |  |       |  |  |                        |  |  |                      |  |
| Isabella d'Aragona     |                       | Alfonso II di Napoli      |                               |  |  |       |  |  |                        |  |  |                      |  |
|                        |                       | Ippolita Maria Sforza     | Francesco Sforza              |  |  |       |  |  |                        |  |  |                      |  |
|                        |                       | Ippolita Maria Sforza     | Francesco Sforza              |  |  |       |  |  |                        |  |  |                      |  |
|                        |                       | Ippolita Maria Sforza     | Bianca Maria Visconti         |  |  |       |  |  |                        |  |  |                      |  |
|                        |                       | Ippolita Maria Sforza     |                               |  |  |       |  |  |                        |  |  |                      |  |

## Galleria d'immagini

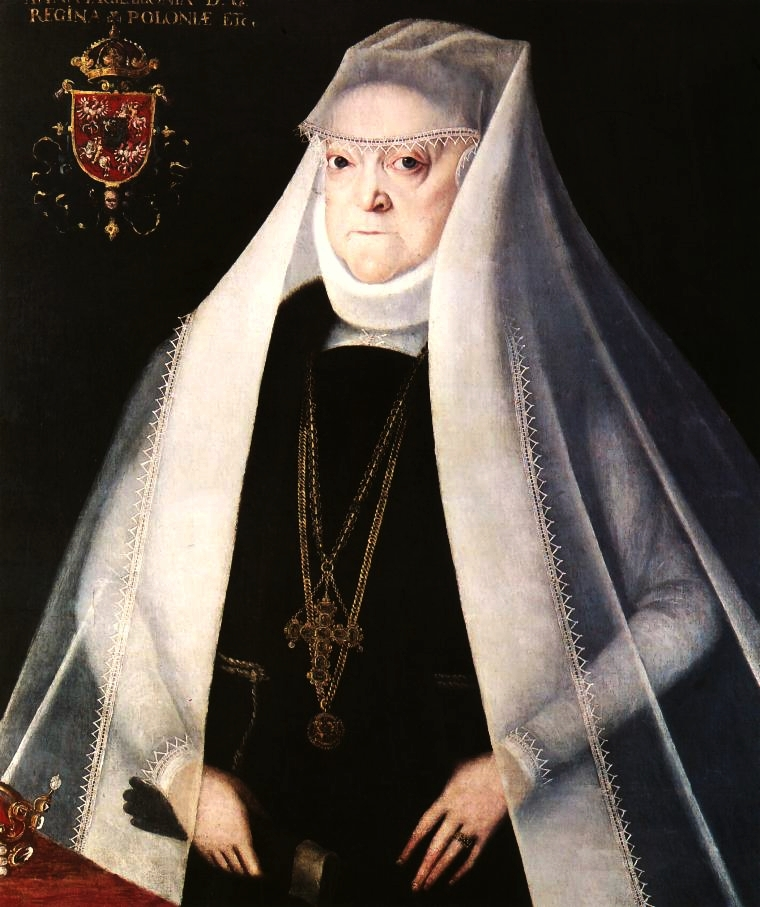
Anna Jagellona da vedova, ritratto di Marcin Kober
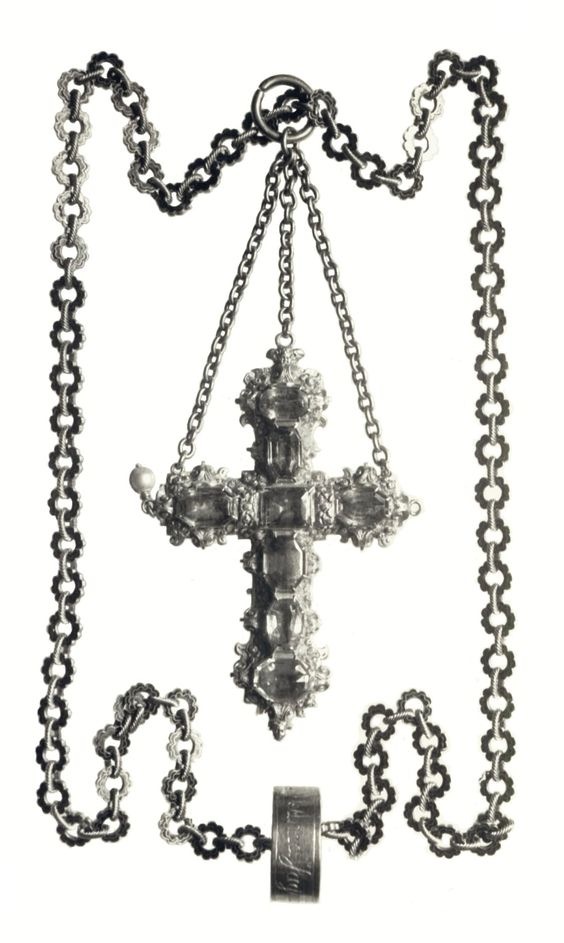
Croce sulla catena di Anna Jagellone (vedere il ritratto del Re/Regina di Marcin Kober)
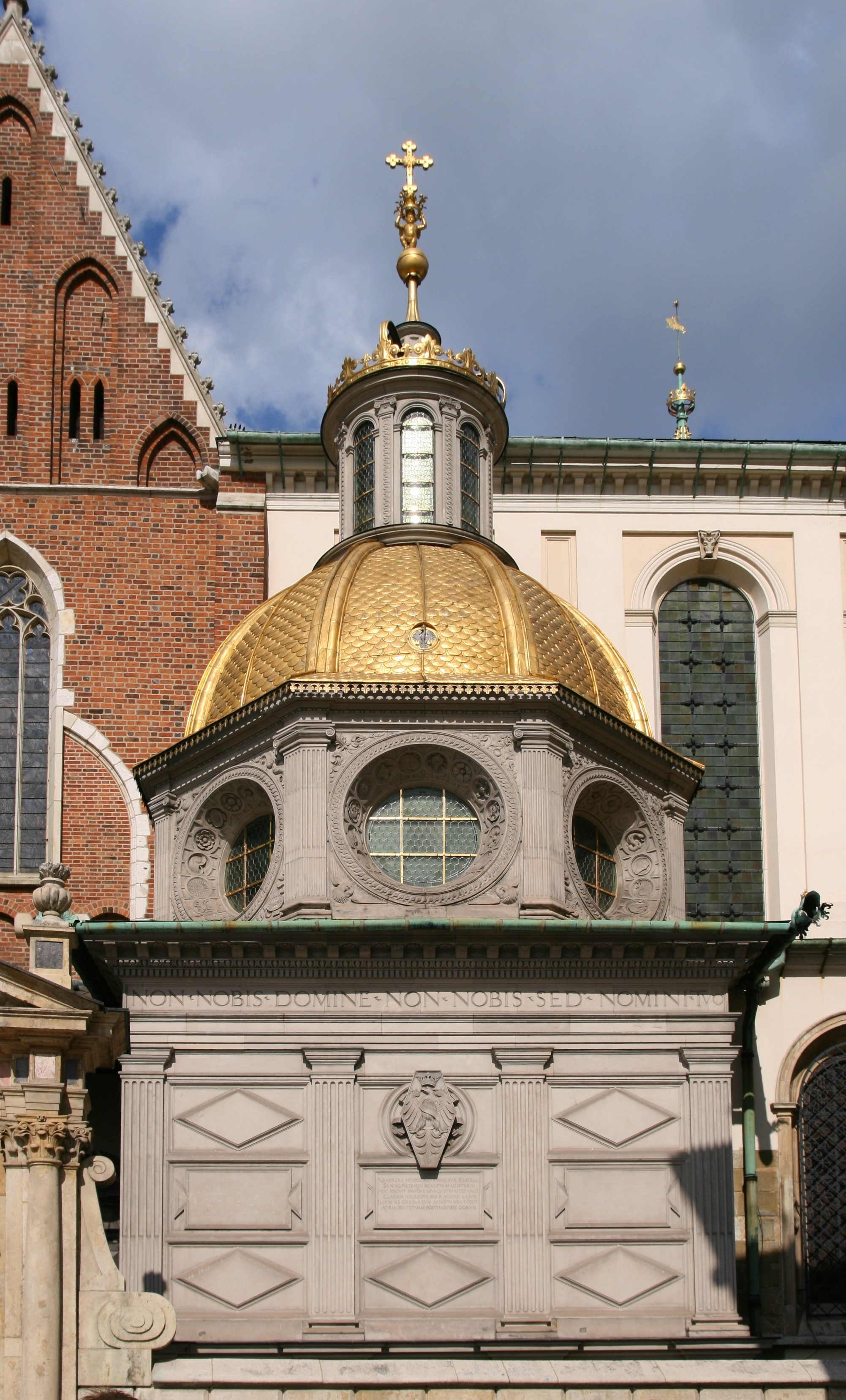
La Cappella di Sigismondo nella Cattedrale del Wawel; il tetto fu dorato per suo ordine
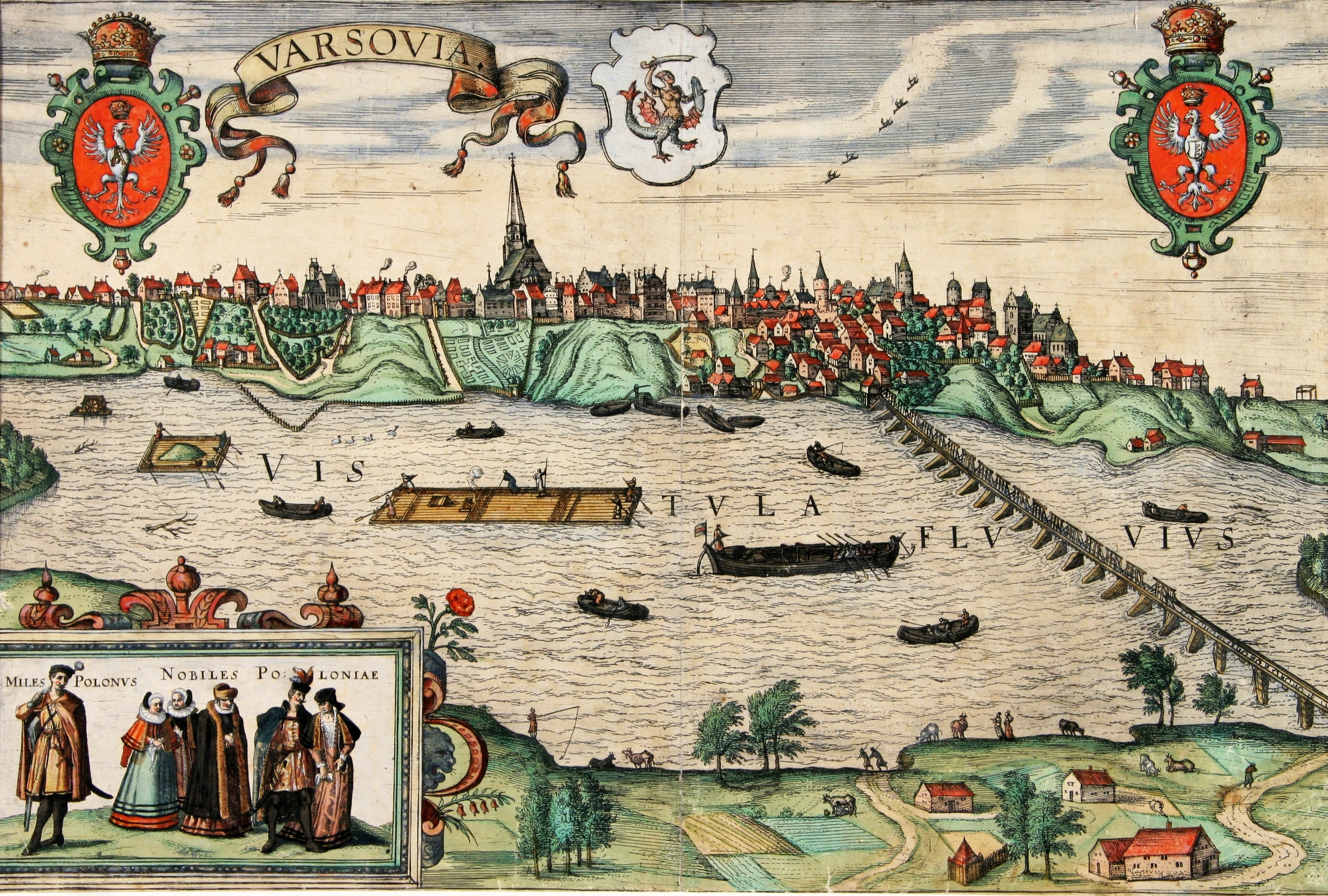
Veduta di Varsavia alla fine del XVI secolo